# Alexander Vilenkin
Alexander Vilenkin (* 31. května 1949) je americký fyzik ukrajinského původu. Působí jako profesor fyziky a ředitel institutu kosmologie na Tuftsově univerzitě.

## Vzdělání
Bakalářský titul získal na národní univerzitě v Charkově  v Sovětském svazu, později se přestěhoval do USA, kde získal doktorát na University at Buffalo, State University of New York.

## Vědecká práce
Jako teoretický fyzik pracující v oboru přes 25 let, napsal Vilenkin více než 150 vědeckých prací. Brzy poté, co Paul Steinhardt představil první model věčné inflace, ukázal Vilenkin, že věčná inflace je obecná a nutná. V roce 2003 ukázal v práci s Arvinem Bordem a Alanem Guthem, že inflace musí mít začátek a musí být období inflaci předcházející. To je problém, protože bez teorie určující podmínky před inflací není možné určit jaká je pravděpodobnost, že inflace nastane. Některé modely naznačují, že tato pravděpodobnost je velmi malá, což vede k problému počátečních podmínek.
Představil model vzniku vesmíru kvantovým stvořením z kvantového vakua. Zabýval se rovněž problematikou kosmických strun. Jeho práce se dostala do mnoha novin a časopisů nejen v USA, ale i v Evropě Japonsku, Rusku a dalších zemích. A rovněž do řady populárních knih.
Na seminářích nosí charakteristické brýle, vzhledem se svým očím citlivým na jasně světlo projektorů.
Knihu "Mnoho světů v jednom", jejímž je autorem, vydalo v českém překladu Nakladatelství Paseka.